# Rue de l'École-Normale
 (août 2017).
Si vous disposez d'ouvrages ou d'articles de référence ou si vous connaissez des sites web de qualité traitant du thème abordé ici, merci de compléter l'article en donnant les références utiles à sa vérifiabilité et en les liant à la section « Notes et références ».
La rue de l'École-Normale est une voie publique de la ville de Bordeaux.

## Situation et accès
Elle est située dans le quartier de Caudéran. 
Suivant un axe est-ouest, elle relie le boulevard du Président-Wilson, ceinture périphérique de la ville, à la rue Charles-Chaumet, proche du centre-ville de Caudéran. Elle est ouverte à la circulation en sens unique (suivant un axe ouest-est inverse à celui de sa numérotation) puis à double sens à partir de la place du 14-Juillet. Peu fréquentée à l'ouest de cette place, elle est très empruntée à l'est car elle concentre les automobilistes rejoignant le centre-ville depuis le nord de Mérignac, Eysines ou encore Saint-Médard-en-Jalles via les avenues du Général-Leclerc ou Louis-Barthou.
La rue est desservie par les bus « Lianes » 2 et 3 du réseau TBM qui conduisent en centre-ville. L'arrêt de bus est situé en face de la place du 14-juillet.

## Origine du nom
En vertu de la loi Guizot, chaque département dut créer une école normale pour former les instituteurs. Celle de la Gironde fut mise en place en 1838 et installée à La Sauve. Elle s'établit ensuite rue de la Trésorerie (devenue rue du Docteur-Albert-Barraud) puis au château de Bourran à Mérignac. En 1991, les écoles normales ont fait place aux Instituts universitaires de formations des maîtres (IUFM), à leur tour remplacées par les Écoles supérieures du professorat et de l'éducation (ESPE) en 2013.

## Historique
La rue de l'École-Normale remplace l'ancien « chemin de Quadrille ».

## Bâtiments remarquables et lieux de mémoire
La rue est bordée de maisons caractéristiques du style des années 1830 avec leurs balcons en fer forgé soutenus par d'élégantes consoles et leurs corniches en architravée. On retrouve quelques échoppes dans sa seconde partie.
- no 5bis : école privée du Bon-Pasteur.
- no 20 : demeure avec pilastres et fronton sculpté en demi-cercle.
- no 49 : actuelle ESPE.
- no 71 : maison étroite avec un abondant décor sculpté de guirlandes et de fleurs.
- no 86 : maison en meulière dont les formes évoquent des galets.
- no 108 : maison avec son toit à balustrade, ses pilastres, sa cartouche sculptée et ses frises décoratives de motifs floraux.
- no 143 : petite chartreuse du XIXe siècle qui n'a d'autres distinction qu'un portail.
- no 146 : Villa Gracieuse distinguée par son perron avec rampes de fer forgé.

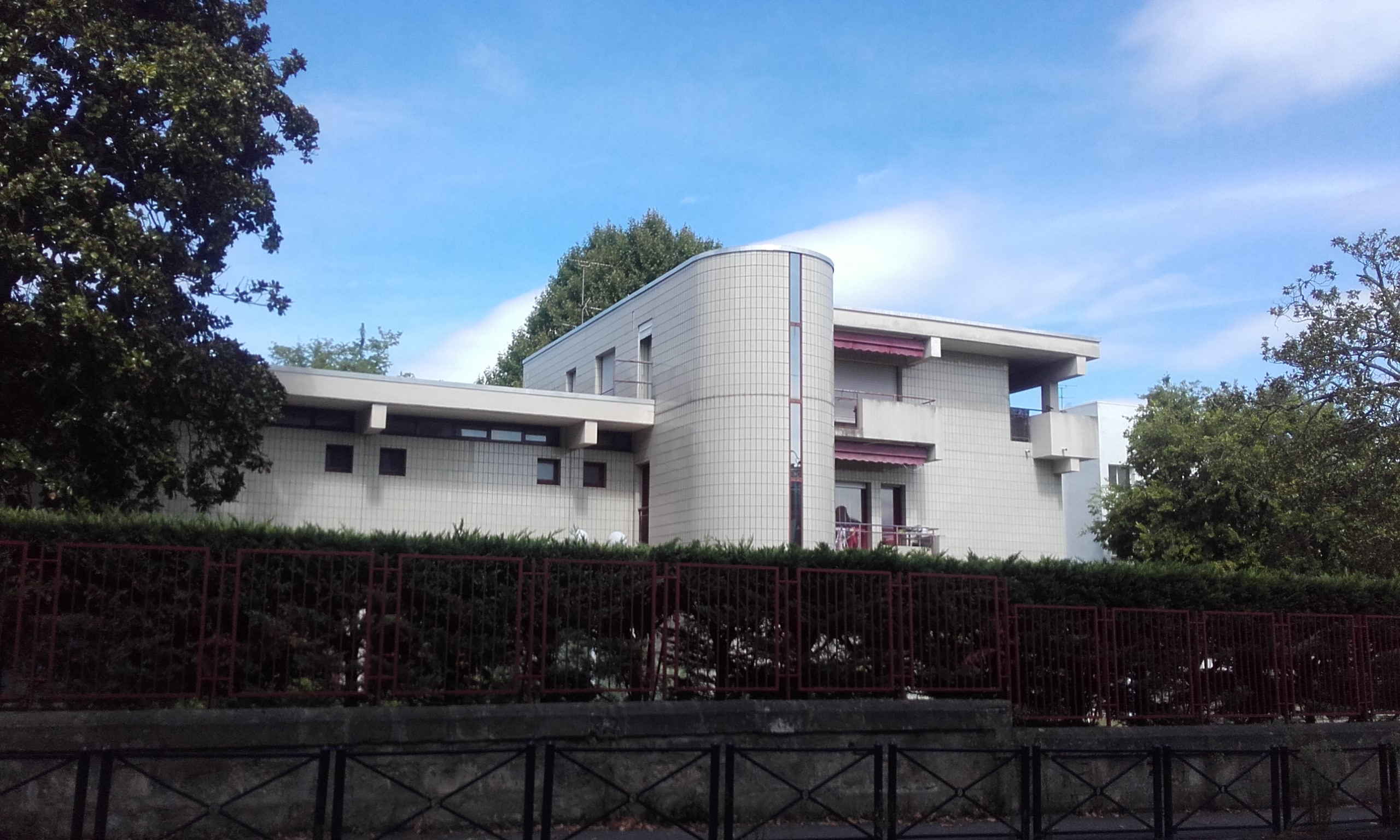
Le bâtiment de l'ESPE.
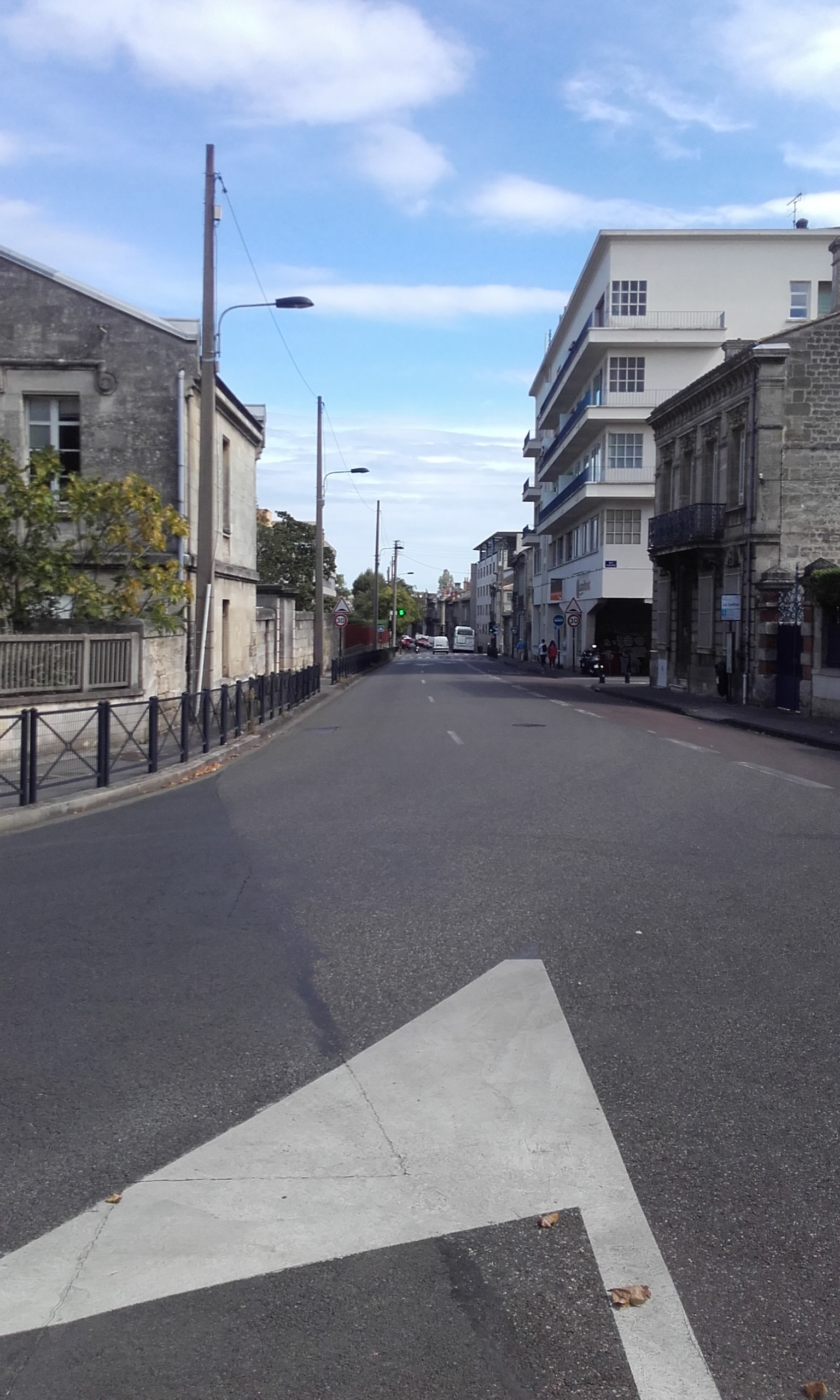
La rue vue depuis la place du 14-juillet.
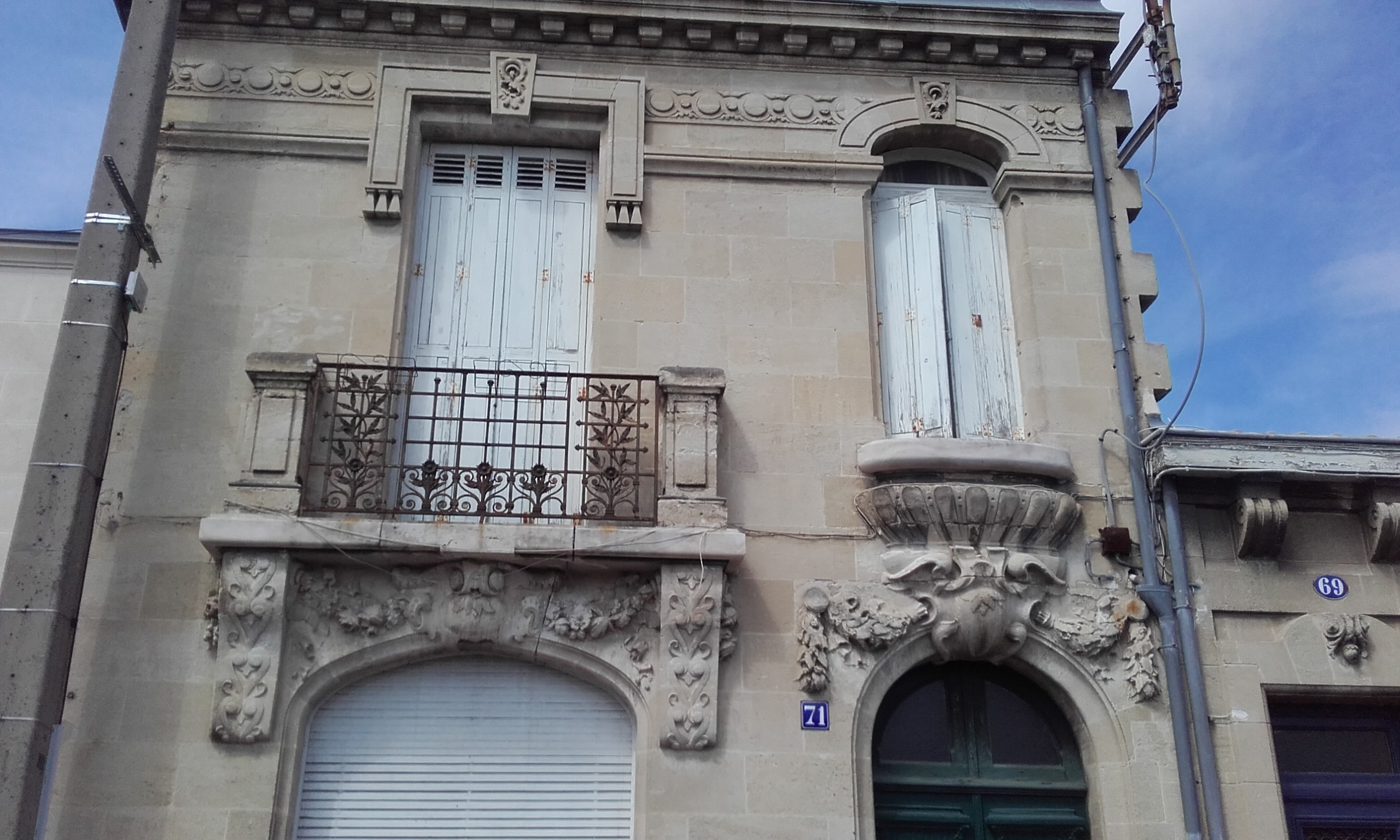
no 71
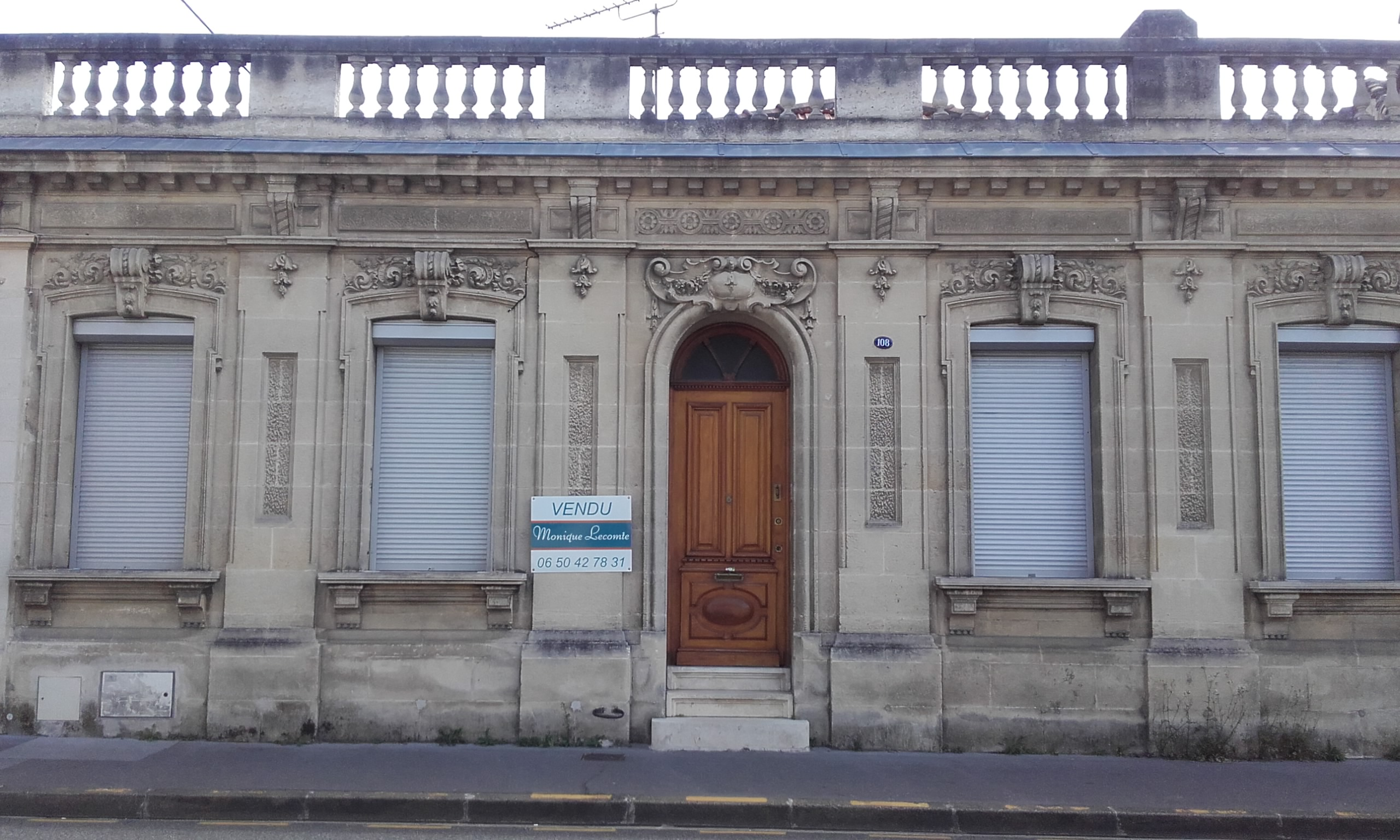
no 108
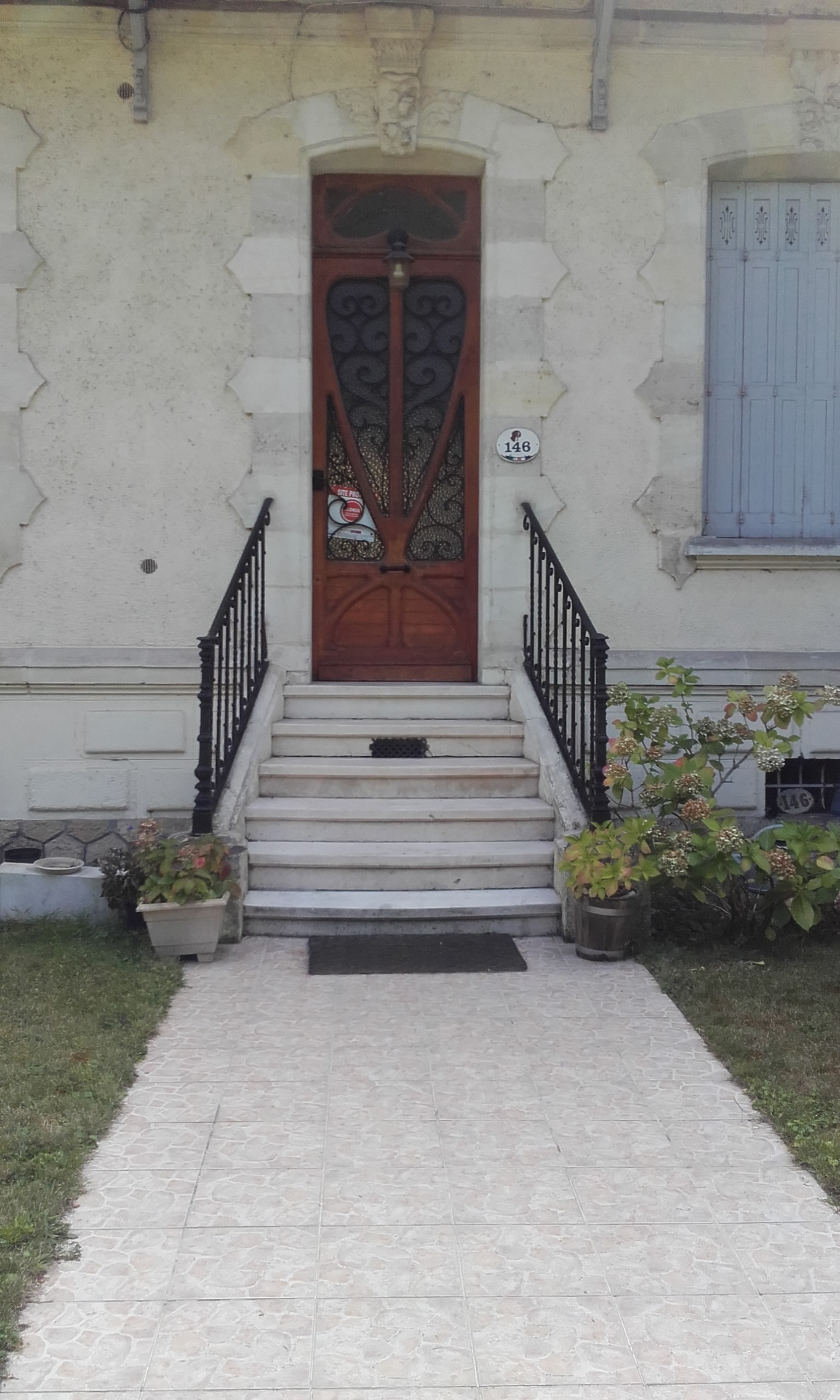
no 146
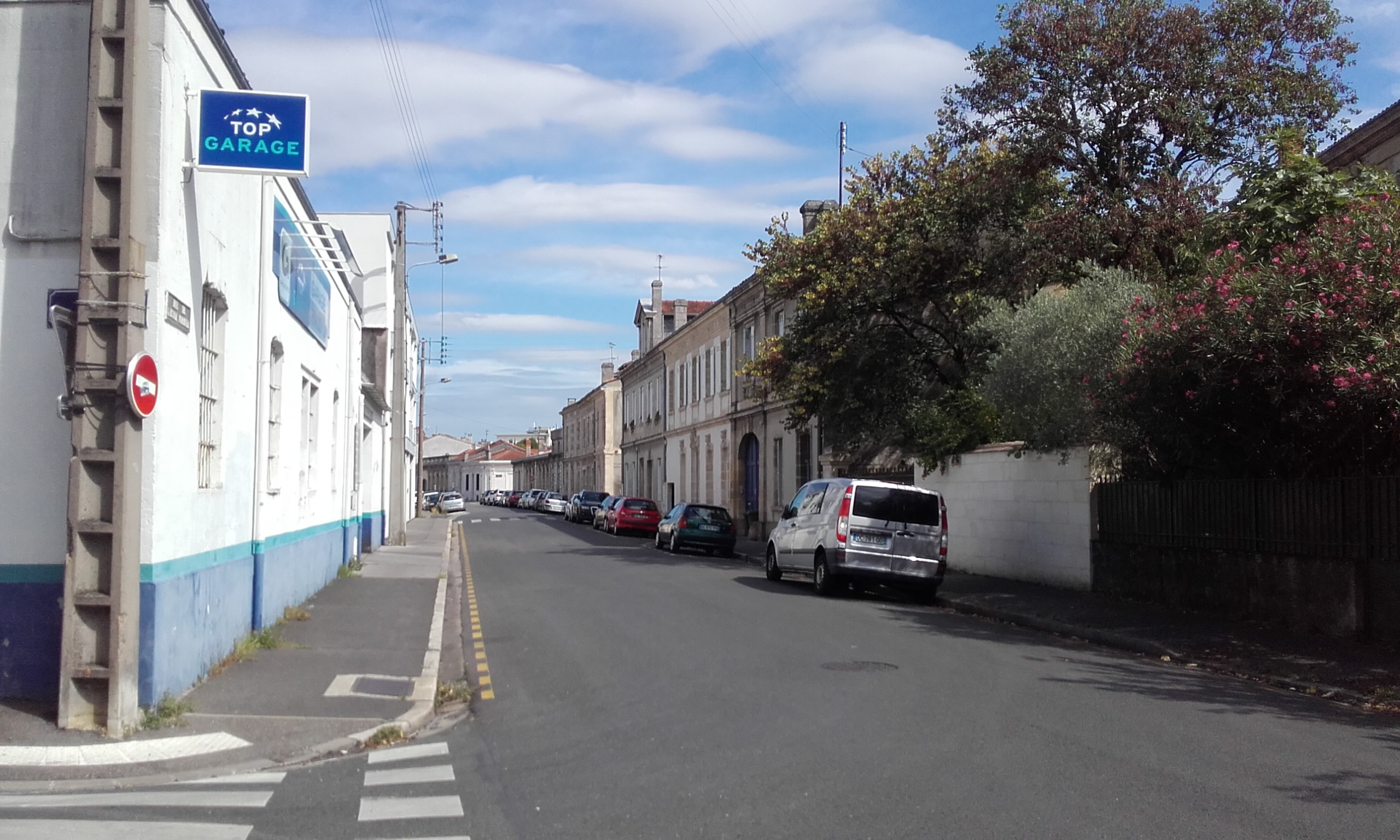
La rue de l'École-Normale vue à l'angle de la rue François-Mauriac.